# Issam Ahmar El Hank
Issam Ahmar El Hank (Rotterdam, 27 januari 1989) is een Nederlands voormalig betaald voetballer.

## Verleden
In het verleden speelde hij voor RKSV Leonidas en daarna voor Feyenoord. Zijn debuut voor RBC Roosendaal maakte hij op 28 november 2008 tegen Cambuur Leeuwarden. RBC Roosendaal verloor toen met 1 - 2.
Na het faillissement van RBC Roosendaal keerde hij terug naar RKSV Leonidas waar hij kampioen mee werd in de Hoofdklasse B
en de KNVB Beker voor amateurs won.
In 2013 tekende de speler een contract voor 1,5 jaar bij Club Sportif de Hammam-Lif in Tunesië.
In het seizoen 2014-2015 speelt Ahmar El Hank bij de Haaglandia, totdat het Hoofdklasseteam in maart 2015 uit de competitie werd teruggetrokken.